# Consiglio di Stato (Italia)
Il Consiglio di Stato (in sigla CdS) è, nell'ordinamento italiano, un organo di rilievo costituzionale.
Previsto dall'articolo 100 della Costituzione, che lo inserisce tra gli organi ausiliari del Governo, è organo giurisdizionale e anche massimo giudice speciale amministrativo, in posizione rispetto alla pubblica amministrazione italiana ai sensi dell'articolo 103 della Costituzione.
La sua sede è Palazzo Spada, a Roma.

## Storia

### Nell'Italia preunitaria
Antesignano dell'organo può essere considerato il Consilium nobiscum residens o Consilium cum domino residens del Ducato di Savoia, regolamentato da Amedeo VIII nel 1430, nel quadro degli Statuta Sabaudiae. Presieduto dallo stesso Duca, aveva la capacità di sostituirsi «financo al Principe» nel governo del Paese e ne facevano parte i più importanti nobili del Ducato. Aveva diverse competenze amministrative e giudiziarie. Queste ultime si sostanziavano nell'assistere il sovrano nello svolgimento della sua funzione di detentore della giurisdizione suprema. Il Consilium fu più volte soppresso e ricostituito, con le patenti del 13 aprile 1631 di Vittorio Amedeo I di Savoia, l'editto del 1717 di Vittorio Amedeo II di Savoia e l'editto del 21 maggio 1814 di Vittorio Emanuele I di Savoia. Carlo Alberto di Savoia con l'editto di Racconigi del 18 agosto 1831 ricostituì l'organo, con sede presso il Palazzo Carignano di Torino, e con la legge 30 ottobre 1859, n. 3707, promulgata da Vittorio Emanuele II, venne istituita per la prima volta la carica di Presidente del Consiglio di Stato, di cui fu titolare il barone Luigi des Ambrois de Nevache.

### Nel Regno d'Italia
Con l'Unità d'Italia venne emanata la legge 20 marzo 1865, n. 2248 (legge Lanza) che all'allegato D istituì l'organo del Regno d'Italia unitario. Inizialmente il Consiglio di Stato era composto da tre sezioni, indicate con i numeri romani (la I, la II e la III) con funzioni di consulenza. Dopo le sollecitazioni della dottrina guidata da Silvio Spaventa, la legge numero 5992 del 31 marzo 1889 (legge Crispi) istituì la IV sezione del Consiglio di Stato con competenza generale sulle controversie tra le autorità statali e i privati, nei casi in cui si faceva questione di interessi legittimi che fino ad allora erano devolute alla stessa amministrazione; restavano alla magistratura ordinaria le questioni fra cittadini e amministrazione in cui la situazione fatta valere fosse un diritto soggettivo. A questa legge, e alla legge numero 6837 del 1º maggio del 1890 che istituì le giunte provinciali amministrative, generalmente si fa risalire la nascita del sistema della doppia giurisdizione (ordinaria e amministrativa), tuttora vigente in Italia. Le altre due sezioni del Consiglio con competenza giurisdizionale amministrativa, la V e la VI, furono istituite rispettivamente con la legge numero 62 del 7 marzo 1907 e con la legge 5 maggio del 1948, n. 642. Le norme relative alla composizione e il funzionamento dell'organo furono raccolte nel Regio decreto 26 giugno 1924, n. 1054 ("Approvazione del testo unico delle leggi sul Consiglio di Stato").

### Nella Repubblica italiana
L'organo operò come organo giurisdizionale amministrativo di primo grado, insieme con le giunte provinciali amministrative, fino a quando con la legge 6 dicembre 1971, n. 1034 (resasi necessaria a seguito di tre diverse sentenze emesse tra il 1967 e il 1968 della Corte costituzionale che annullavano le competenze giurisdizionali delle giunte provinciali amministrative), fu riorganizzato il sistema giurisdizionale amministrativo italiano, con l'istituzione dei TAR come organi giurisdizionali di primo grado e l'attribuzione alla IV, V e VI sezione del Consiglio di Stato della giurisdizione amministrativa di secondo grado. La legge 127 del 15 maggio del 1997 ha poi istituito un'ulteriore sezione normativa del Consiglio di Stato, per l'esame di schemi di legge del Parlamento italiano e dell'Unione europea. Il compito principale di questa sezione è di esprimere pareri sugli atti normativi del Governo.

## Caratteristiche

Stemma araldico del Consiglio di Stato

Il Consiglio di Stato ha una doppia natura, una amministrativa e una giurisdizionale.
Quale organo amministrativo, il Consiglio di Stato è il supremo organo di consulenza giuridico-amministrativa del Governo, delle Camere e delle Regioni, mentre come organo di giurisdizione amministrativa è preposto alla tutela degli interessi legittimi e in particolari materie, indicate dalla legge, anche dei diritti soggettivi dei privati nei confronti della pubblica amministrazione italiana.

## Composizione
Il Consiglio di Stato è composto dal Presidente del Consiglio di Stato, dal Presidente aggiunto del Consiglio di Stato, dai Presidenti di Sezione e dai Consiglieri di Stato. Il Presidente del Consiglio di Stato è eletto dal Consiglio di Presidenza della Giustizia Amministrativa e successivamente nominato con decreto del Presidente della Repubblica, su delibera del Presidente del Consiglio dei ministri.
I posti che si rendono vacanti nella qualifica di Consigliere di Stato sono conferiti, ai sensi dell'art. 19 della legge 27 aprile 1982, n. 186, nel seguente modo:
1. in ragione della metà, ai consiglieri di tribunale amministrativo regionale che ne facciano domanda e che abbiano almeno quattro anni di effettivo servizio nella qualifica;
2. in ragione di un quarto, a professori universitari ordinari di materie giuridiche o ad avvocati che abbiano almeno quindici anni di esercizio professionale e siano iscritti negli albi speciali per le giurisdizioni superiori, o a dirigenti generali o equiparati dei Ministeri, degli organi costituzionali e delle altre amministrazioni pubbliche nonché a magistrati con qualifica non inferiore a quella di magistrato di Corte d'appello o equiparata; si provvede alla nomina, in questo caso, con decreto del Presidente della Repubblica, su deliberazione del Consiglio dei Ministri, previo parere del consiglio di presidenza, contenente valutazioni di piena idoneità all'esercizio delle funzioni di consigliere di Stato sulla base dell'attività e degli studi giuridico-amministrativi compiuti e delle doti attitudinali e di carattere;
3. in ragione di un quarto, mediante concorso pubblico per titoli ed esami teorico-pratici, al quale possono partecipare i magistrati dei tribunali amministrativi regionali con almeno un anno di anzianità, i magistrati ordinari e militari con almeno quattro anni di anzianità, i magistrati della Corte dei conti, nonché gli avvocati dello Stato con almeno un anno di anzianità, i funzionari della carriera direttiva del Senato della Repubblica e della Camera dei deputati con almeno quattro anni di anzianità, nonché i funzionari delle Amministrazioni dello Stato, anche a ordinamento autonomo, e degli enti pubblici, con qualifica dirigenziale, appartenenti a carriere per l'accesso alle quali sia richiesta la laurea in giurisprudenza. Il concorso è indetto dal presidente del Consiglio di Stato nei primi quattro mesi dell'anno. I vincitori del concorso conseguono la nomina con decorrenza dal 31 dicembre dell'anno precedente a quello in cui è indetto il concorso stesso. In passato, il concorso per accedere al consiglio di Stato era ritenuto il più selettivo della pubblica amministrazione.

### Le sezioni
Il personale del Consiglio concorre a formare le sette sezioni in cui è organizzato il Consiglio di Stato e, ogni anno, il Presidente del Consiglio di Stato, in base alla nuova normativa in materia, decreta la funzione di ciascuna sezione (consultiva o giurisdizionale) e il riparto degli affari per ciascuna sezione (cioè le materie di competenza). A decorrere dal 1º ottobre 2021 e fino al 31 dicembre 2022, con decreto n. 229/21 del Presidente del Consiglio di Stato è stato determinato che la prima sezione svolge funzioni consultive insieme alla sezione per gli atti normativi mentre la seconda, la terza, la quarta, la quinta, la sesta e la settima svolgono le funzioni giurisdizionali assegnate al Consiglio. La sezione consultiva per gli atti normativi, istituita con la legge 15 maggio 1997, n. 127, si occupa di esaminare gli schemi di atti normativi per i quali il parere del Consiglio di Stato è prescritto dalla legge o è comunque richiesto dall'amministrazione. Inoltre, la stessa sezione, su richiesta del Presidente del Consiglio dei ministri, esamina gli schemi di atti normativi dell'Unione europea.
Le sezioni consultive sono composte da due Presidenti e almeno nove consiglieri, mentre le sezioni giurisdizionali sono composte da due Presidenti e almeno dodici consiglieri.
Molti ministri del Governo scelgono i capi di gabinetto e i capi degli uffici legislativi fra i Consiglieri di Stato.

### Organi
Gli organi interni del Consiglio di Stato sono:
- il Consiglio di Presidenza;
- il Presidente;
- il Presidente aggiunto;
- il Segretario generale;
- l'Adunanza generale (in sede consultiva);
- l'Adunanza plenaria (in sede giurisdizionale).

## Presidenti

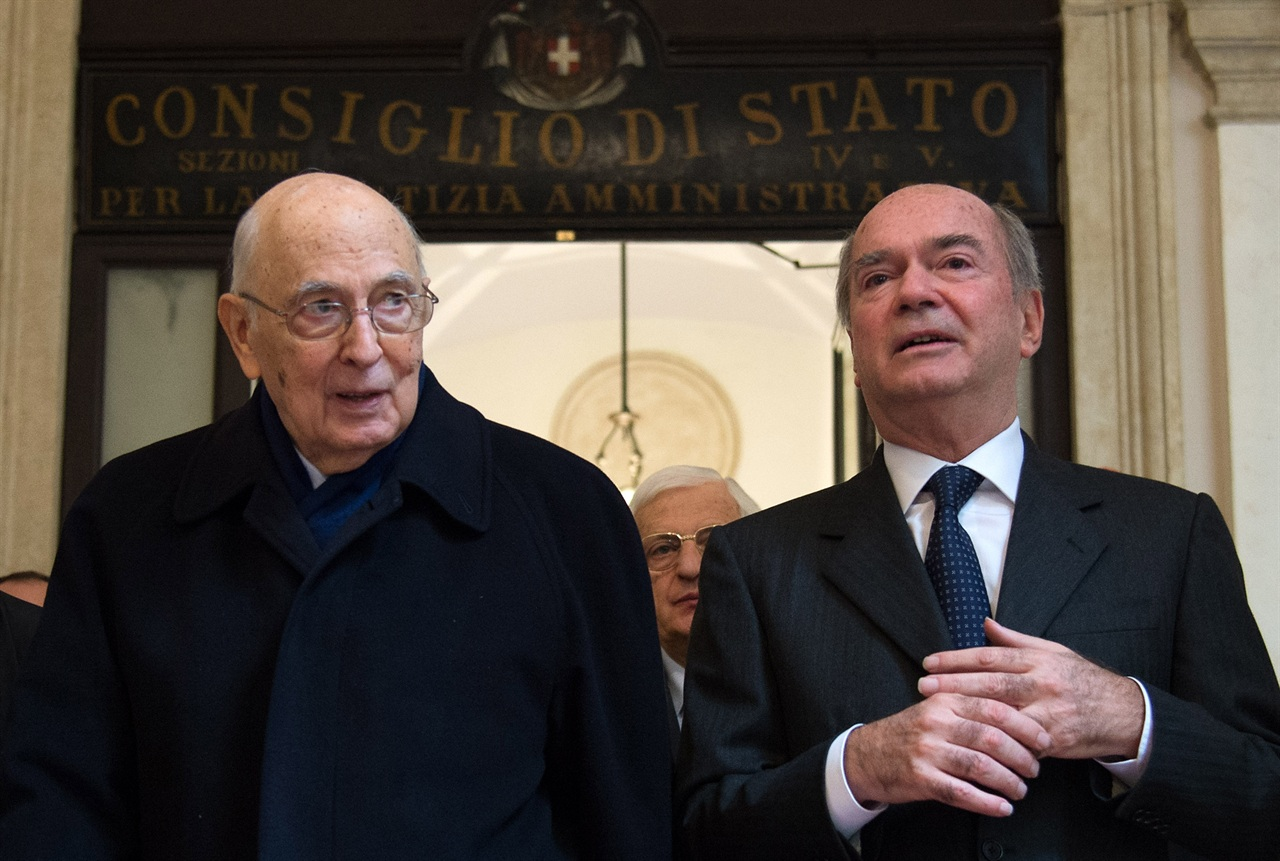
Il Presidente della Repubblica Giorgio Napolitano con il Presidente del Consiglio di Stato Giorgio Giovannini (2013-2015)

Il presidente è l’organo di vertice amministrativo–istituzionale del Consiglio di Stato. Viene designato dal plenum del Consiglio di presidenza della giustizia amministrativa.
Il Presidente aggiunto, oltre a svolgere le funzioni di presidente di una Sezione del Consiglio di Stato, sostituisce il presidente nei casi di assenza o impedimento.
L'attuale presidente, in carica dal 30 gennaio 2023, è Luigi Maruotti.
I presidenti, in ordine cronologico, sono stati:
| Presidenti                   | Durata         |
| ---------------------------- | -------------- |
| Luigi Des Ambrois de Nevache | 1859-1875      |
| Carlo Cadorna                | 1875-1891      |
| Marco Tabarrini              | 1891-1898      |
| Giuseppe Saredo              | 1898-1902      |
| Francesco Saverio Bianchi    | 1902-1907      |
| Giorgio Giorgi               | 1907-1911      |
| Adeodato Bonasi              | 1911-1913      |
| Giacomo Malvano              | 1913-1916      |
| Raffaele Perla               | 1916-1928      |
| Santi Romano                 | 1928-1945      |
| Meuccio Ruini                | 1945-1947      |
| Ferdinando Rocco             | 1947-1951      |
| Leonardo Severi              | 1951-1952      |
| Raffaele Pio Petrilli        | 1953-1962      |
| Carlo Bozzi                  | 1962-1968      |
| Antonino Papaldo             | 1968-1969      |
| Gaetano Vetrano              | 1969-1976      |
| Vincenzo Uccellatore         | 1976-1979      |
| Luigi Aru                    | 1979           |
| Lionello Levi Sandri         | 1979-1980      |
| Gabriele Pescatore           | 1980-1986      |
| Giorgio Crisci               | 1986-1995      |
| Aldo Quartulli               | 1995           |
| Carlo Anelli                 | 1995-1996      |
| Renato Laschena              | 1996-2001      |
| Alberto de Roberto           | 2001-2006      |
| Mario Egidio Schinaia        | 2006-2007      |
| Paolo Salvatore              | 2007-2010      |
| Pasquale de Lise             | 2010-2012      |
| Giancarlo Coraggio           | 2012-2013      |
| Giorgio Giovannini           | 2013-2015      |
| Alessandro Pajno             | 2016-2018      |
| Filippo Patroni Griffi       | 2018-2022      |
| Franco Frattini              | 2022           |
| Luigi Maruotti               | 2023-in carica |

### Presidenti aggiunti
| Presidenti aggiunti    | Durata    |
| ---------------------- | --------- |
| Filippo Patroni Griffi | 2016-2018 |
| Sergio Santoro         | 2019-2021 |
| Franco Frattini        | 2021-2022 |
| Luigi Maruotti         | 2022-2023 |
| Carmine Volpe          | 2023-     |

## Competenze e funzioni
Le attribuzioni del Consiglio di Stato, come si è visto, si distinguono in:
- Consultive
- Giurisdizionali

### Attribuzioni consultive
L’attività consultiva del Consiglio di Stato è svolta da:
- Prima Sezione consultiva
- Sezione consultiva per gli atti normativi

Nell'espletamento della sua funzione consultiva, il Consiglio di Stato fornisce pareri circa la regolarità e la legittimità, il merito e la convenienza degli atti amministrativi dei singoli ministeri, del Governo come organo collegiale o delle Regioni.
I pareri possono essere facoltativi o obbligatori: 
1. I pareri facoltativi possono essere richiesti dalla pubblica amministrazione italiana, nel caso lo ritenga opportuno. I pareri del Consiglio di Stato sono vincolanti esclusivamente nella decisione su ricorsi straordinari al Presidente della Repubblica ai sensi della legge 18 giugno 2009, n. 69: l'amministrazione richiedente, può sempre discostarsi dandone motivazione. Sono sempre facoltativi i pareri richiesti dalle Regioni.
2. I pareri obbligatori sono tali quando la pubblica amministrazione sia tenuta a richiederli. Ai sensi della legge 15 maggio 1997, n. 127 il parere del Consiglio è obbligatorio per:

- l'emanazione di atti normativi (regolamenti) del Governo o dei singoli ministeri;
- l'emanazione dei testi unici;
- la decisione sui ricorsi straordinari al Presidente della Repubblica;
- l'approvazione degli schemi generali di contratti-tipo, accordi e convenzioni predisposti dai Ministeri.

La stessa legge n. 127/1997 ha abrogato ogni diversa disposizione legislativa che preveda il parere del Consiglio di Stato in via obbligatoria, tenendo fermo il combinato disposto dell'articolo 2, comma 3, della legge 23 agosto 1988, n. 400, e dell'articolo 33 del testo unico delle leggi sul Consiglio di Stato, approvato con R.D. 26 giugno 1924, n. 1054.
Infine, i pareri obbligatori si distinguono, inoltre, in vincolanti o non vincolanti, a seconda che l'amministrazione richiedente, in sede di emanazione dell'atto per il quale è stato emesso il parere, sia tenuta o meno a seguirli.

### Attribuzioni giurisdizionali
L'attività del Consiglio di Stato in sede giurisdizionale è svolta da sei sezioni giurisdizionali:
- la seconda,
- la terza,
- la quarta,
- la quinta,
- la sesta,
- la settima.

In sede giurisdizionale ha funzione di tutela nei confronti degli atti della pubblica amministrazione. In particolare il Consiglio di Stato è il Giudice di secondo grado della giustizia amministrativa, ossia il Giudice d'appello avverso le decisioni dei TAR (Tribunale Amministrativo Regionale). Il Consiglio di Stato, inoltre, svolge funzioni di giudice in unico grado in sede di giudizio di ottemperanza, ossia in quel giudizio teso a ottenere che una pubblica amministrazione esegua una sentenza emessa dal Giudice ordinario o dal Consiglio di Stato stesso.
Tuttavia, quando il giudizio di ottemperanza riguarda l'esecuzione di una sentenza emessa da un TAR, che sia stata confermata dal Consiglio di Stato in grado di appello, è competente il TAR stesso che l'ha emessa. Per le decisioni assunte dal Consiglio di Stato nelle sue funzioni giurisdizionali è ammesso ricorso alla Corte di cassazione unicamente per motivi inerenti alla giurisdizione.

## Deliberazioni
Le deliberazioni delle sezioni consultive del Consiglio sono valide se sono state adottate con la presenza di almeno quattro consiglieri della sezione, mentre quelle delle sezioni giurisdizionali sono valide se, oltre a essere presenti almeno quattro consiglieri, è presente anche uno dei due Presidenti di sezione.
Si può ricorrere al C.d.S, sotto forma di appello a sentenza di Tribunale, o sotto forma di reazione individuale a provvedimenti della Pubblica Amministrazione, dal cittadino ritenuti non consoni a qualche legge.
Circa i ricorsi straordinari al Presidente della Repubblica inviati dal cittadino, una Sezione del C.d.S. con Adunanza di Sezione esprime un parere che può essere vincolante per il Ministro competente circa la materia del ricorso. Il Ministro, al quale solo era stato in primis dal cittadino indirizzato il ricorso, dovrebbe aver istruito un suo procedimento e aver quindi inviato lui il fascicolo del ricorso stesso al Consiglio di Stato. Le cose spesso non vanno così e quindi dopo un periodo rituale di ritardo nelle relative consegne, il privato può inoltrare direttamente al Consiglio di Stato, il proprio ricorso. Se le cose vanno come dovrebbero andare, il parere del C.d.S. che forse però non può essere espresso senza il procedimento ministeriale sopracitato, viene inviato al Ministro; e per lui quel parere potrebbe essere vincolante. Se però egli ritiene che vincolante non debba essere, si appella al Consiglio dei Ministri: il quale opta per il parere del Ministro stesso o per quello espresso dal C.d.S. A seguito di ciò, il Ministro emette un conforme Decreto che invia al Capo dello Stato e alla Corte dei Conti.
La Corte dei Conti ha anch'essa il potere di accettare o rifiutare. Se accetta, registra il decreto. Se non accetta, il Consigliere delegato al riscontro, ricusa il visto, allegando una nota di motivazioni e rispedisce al Ministro. Se il Ministro insiste, questa volta la decisione è affidata a una Sezione di controllo (composta da più d'una persona) della C.d.C. Pare che questa possibilità data alla Corte dei Conti di rifiutare il proprio visto (anche alla seconda istanza), collida col fatto che le decisioni relative al ricorso straordinario dovrebbero essere irrevocabili.

## Il Consiglio di giustizia amministrativa per la Regione Siciliana
Con l'entrata in vigore della Costituzione della Repubblica Italiana fu istituito, in base all'art. 23 dello Statuto della Regione Siciliana, dal decreto legislativo 6 maggio 1948, il Consiglio di giustizia amministrativa per la Regione siciliana (C.G.A.) oggetto poi di riforma legislativa, ex Decreto legislativo 24 dicembre 2003, n. 373.
A tale organo furono attribuite le stesse identiche funzioni - consultive e giurisdizionali - del Consiglio di Stato, ma limitatamente agli atti delle Autorità amministrative della Regione Siciliana e le sezioni dal TAR di Palermo e Catania.